# Admiral Flota Sovetskogo Soyuza Kuznetsov (063)
O Admiral Flota Sovetskogo Soyuza Kuznetsov (Адмирал флота Советского Союза Кузнецов) é um porta-aviões que serve como navio-almirante da Marinha da Rússia. O navio foi construído inicialmente para a Frota Naval Militar da União Soviética e deveria ser o líder de sua classe, mas ele foi o único do seu tipo construído, pois o outro, o antigo Varyag, nunca foi comissionado e acabou sendo vendido para a Marinha da China sob a condição de que este nunca seria usado em combate. Kuznetsov foi nomeado assim em honra ao antigo Comandante-em-Chefe da Marinha Russa, o almirante Nikolai Kuznetsov. Desde a época da sua construção, o porta-aviões sofreu com problemas mecânicos e de gestão do projeto.
O Admiral Kuznetsov ficou oficialmente, por completo, fora de serviço desde março de 2017. O processo de modernização, reforma e reparos foram prejudicados por acidentes, desvio de verbas e outros contratempos. Após o afundamento do dique flutuante PD-50 na Baía de Kola (Murmansque), em um acidente que matou um trabalhador em outubro de 2018, o navio foi rebocado para o Estaleiro Sevmorput Nº 35. Em outro incidente em dezembro de 2019, um grande incêndio matou pelo menos um trabalhador e deixou outros dez feridos. Em junho de 2022, o navio foi transferido para um dique seco no 35º Estaleiro de Reparos Navais em Murmansque, onde permaneceu até fevereiro de 2023. A previsão era que os reparos fossem concluídos e o navio fosse devolvido à Marinha Russa em 2024, mas o prazo foi adiado para pelo menos 2025.
Em julho de 2025, foi relatado que os trabalhos no Admiral Kuznetsov haviam sido suspensos e que o navio poderia ser considerado perda total.

## Galeria de imagens

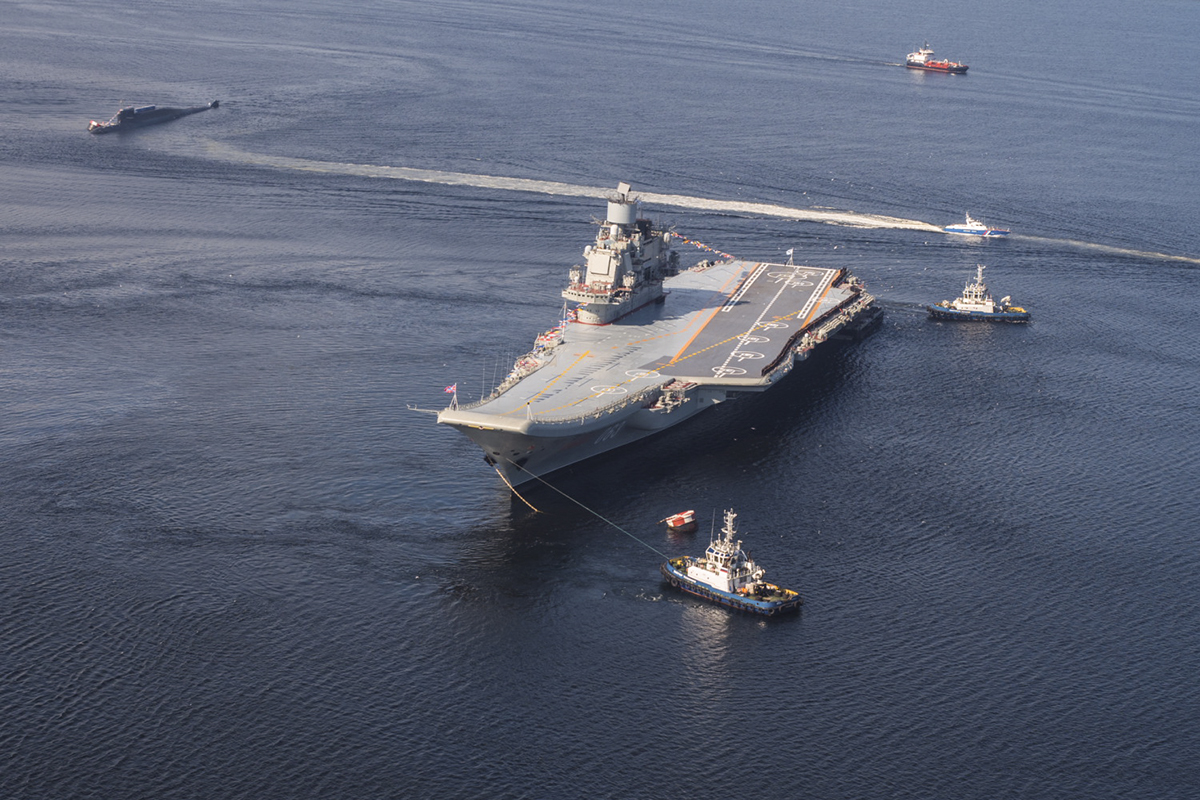
O porta-aviões em 2017 durante manobras.
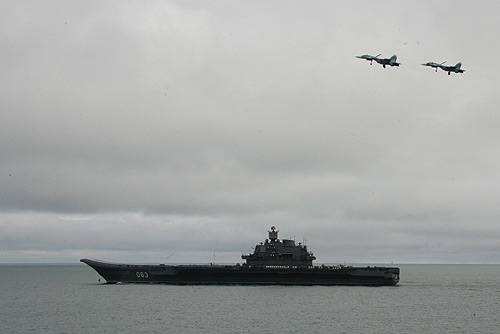
O Kuznetsov durante exercícios navais.
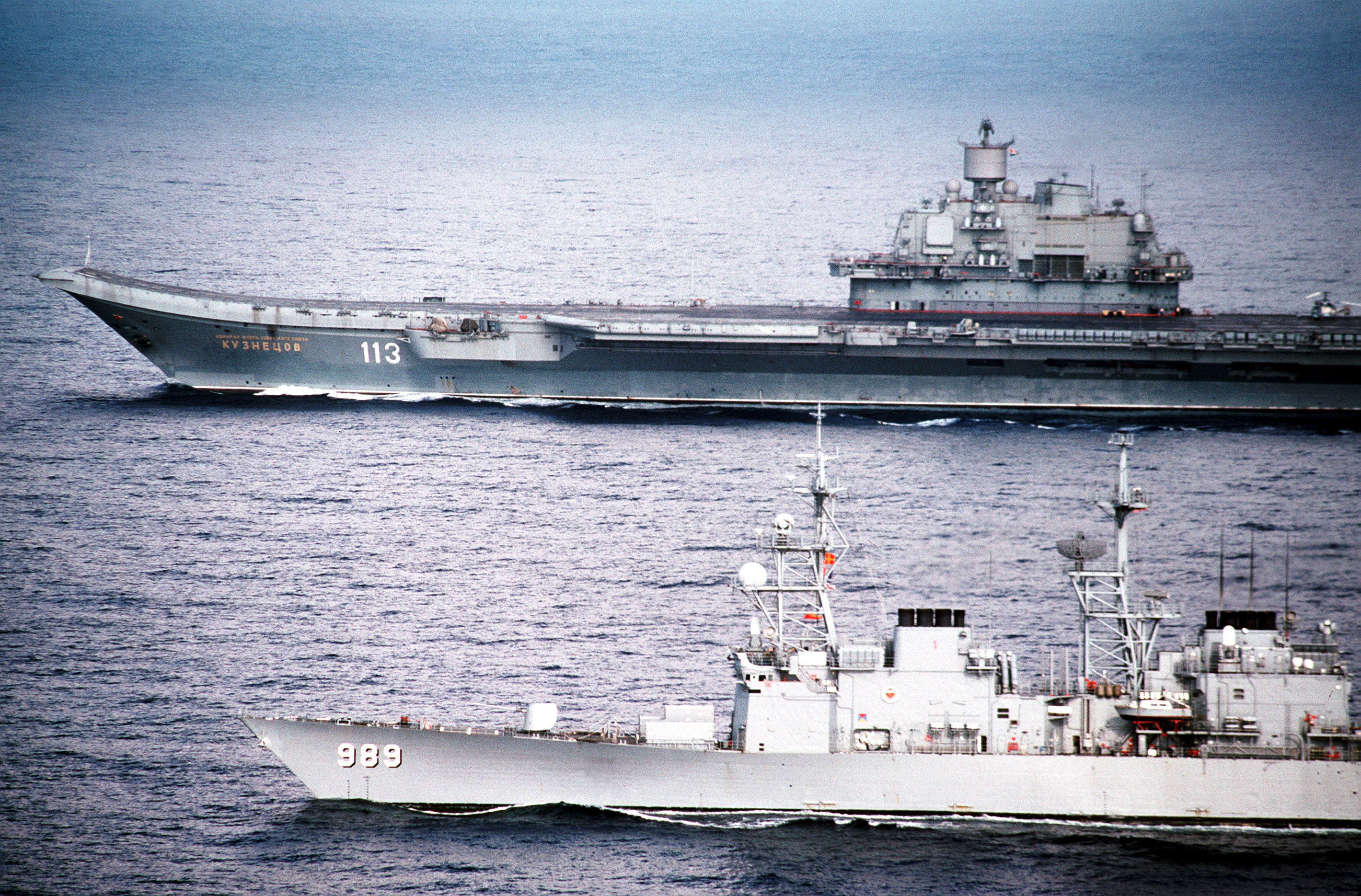
O Kuznetsov navegando ao lado do destroyer americano USS Deyo.
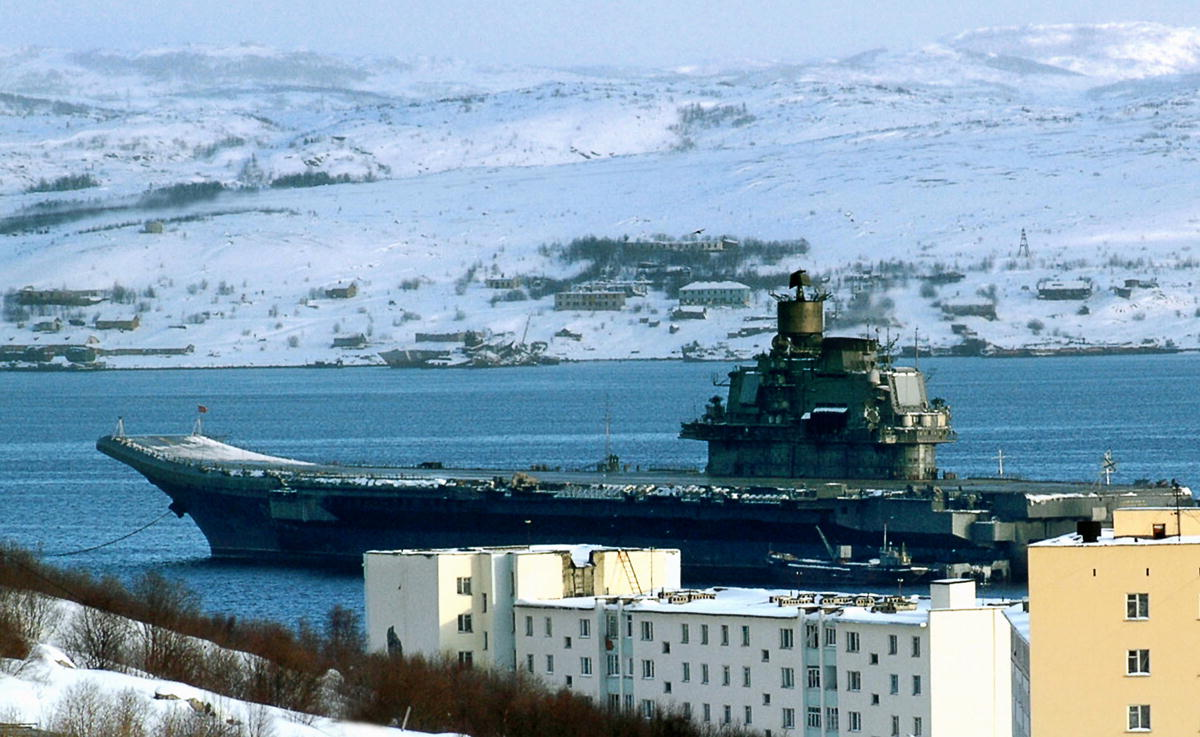
O navio passando pela baía de Kola.